# Eisenbahnunfall im Gotthard-Basistunnel
Bei dem Eisenbahnunfall im Gotthard-Basistunnel entgleiste am 10. August 2023 ein Güterzug von DB Cargo und SBB Cargo aufgrund eines Radbruchs im Gotthard-Basistunnel. Wegen erheblicher Schäden am Bauwerk war der Tunnel für knapp zwei Wochen komplett gesperrt. Anschliessend wurde zunächst der Güter- und ab 29. September 2023 auch der Personenverkehr schrittweise wieder aufgenommen. Der Normalbetrieb wurde Anfang September 2024 aufgenommen. Anfang November 2023 veranschlagten die SBB die Schadenssumme inklusive Einnahmeausfällen auf 100 bis 130 Millionen Schweizer Franken. Die Schäden und somit der Reparaturaufwand seien deutlich höher als zunächst angenommen.

## Ausgangslage

### Infrastruktur

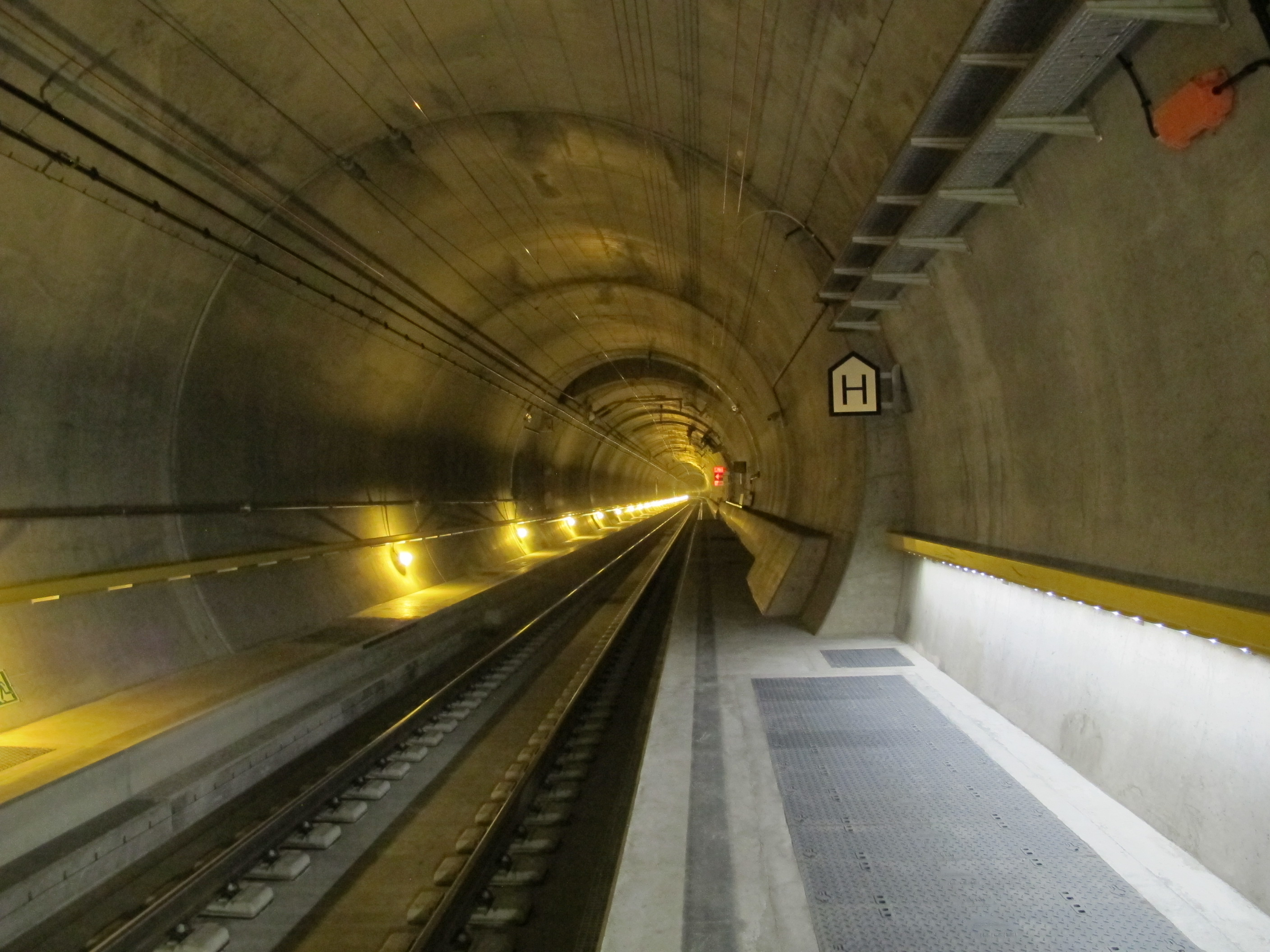
Gleis im Tunnel, auf Schwellenblöcken aus Beton gelagert

Die Unfallstelle lag im Gotthard-Basistunnel, dem mit 57 km längsten Eisenbahntunnel der Welt, etwa 15 km vom Südportal entfernt in der Multifunktionsstelle (MFS) Faido. Die Gleise liegen im Tunnel auf einer festen Fahrbahn des Systems LVT/Sonneville. Das Streckengleis ist dabei auf Schwellenblöcken aus Beton montiert, die auf einer Dämmung aufliegen und auf einer durchgehenden Betonplatte befestigt sind.
Der zweigleisige Tunnel hat für jedes der beiden Gleise eine eigene Tunnelröhre, ist für Gleiswechselbetrieb ausgelegt und hat dafür Verbindungsstollen zwischen den beiden Röhren. Sie sind normalerweise mit Toren verschlossen, die nur abhängig von entsprechender Weichen- und Signalstellung geöffnet werden können. Sie dienen dem Brandschutz und isolieren die beiden Röhren gegeneinander von den Luftdruckschüben schnell fahrender Züge.

### Der Zug
Am 10. August 2023 wurde der Güterzug 45016 im Bahnhof Chiasso Smistamento zusammengestellt. Die Traktion zwischen Chiasso und dem Ziel Mannheim Rangierbahnhof oblag DB Cargo, für die Betriebsführung und das Lokpersonal auf dem schweizerischen Abschnitt war SBB Cargo zuständig.
Vorgespannt waren zwei vierachsige Lokomotiven der Baureihe 185 von DB Cargo, denen 30 Wagen verschiedener Halter des internationalen Einzelwagenverkehrs folgten, am Schluss auch drei leere Gefahrgutwagen. An elfter Stelle nach den Lokomotiven lief im Zug ein Wagen der Transwaggon AB, eines schwedischen Tochterunternehmens der Schweizer Transwaggon.
Die Wagen des Zuges hatten Chiasso aus fünf italienischen Güterbahnhöfen erreicht. Vorschriftsgemäss wurde vor der Abfahrt eine Zugkontrolle mit Bremsprobe durchgeführt, bei der nichts Auffälliges festgestellt wurde. Eine Kontrolle der Laufwerke der Fahrzeuge war nicht vorgeschrieben, eine Kontrolle der Räder mit einem Klanghammer auf eventuelle Materialfehler wurde in der Schweiz nicht mehr durchgeführt.

### Fahrt bis zur Unfallstelle
Um 9 Uhr fuhr der Zug in Chiasso ab. Der Lokomotivführer eines entgegenkommenden Zuges meldete Rauchentwicklung am späteren Unfallzug, die von einer festsitzenden Bremse stammte. Diese befand sich jedoch nicht an dem Wagen, der später die Entgleisung verursachte. Während einer Kontrolle im Güterbahnhof Bellinzona San Paolo konnte die festsitzende Bremse gelöst werden und der Zug setzte seine Fahrt mit etwa einstündiger Verspätung in Richtung Norden fort.
Der Zug passierte in Claro eine der automatischen Zugkontrolleinrichtungen (ZKE), die unter anderem darauf ausgelegt ist, Unregelmässigkeiten im Lauf der Räder vorbeifahrender Züge zu erkennen. Haarrisse kann die ZKE allerdings nicht feststellen. Das Gerät erkannte keine Unregelmässigkeit. Andernfalls wäre der Zug vor der Einfahrt in den Tunnel zur Überprüfung auf ein Überholgleis in Pollegio geleitet worden. So jedoch fuhr er, wie vorgesehen, in die Weströhre des Tunnels ein.

## Unfallhergang

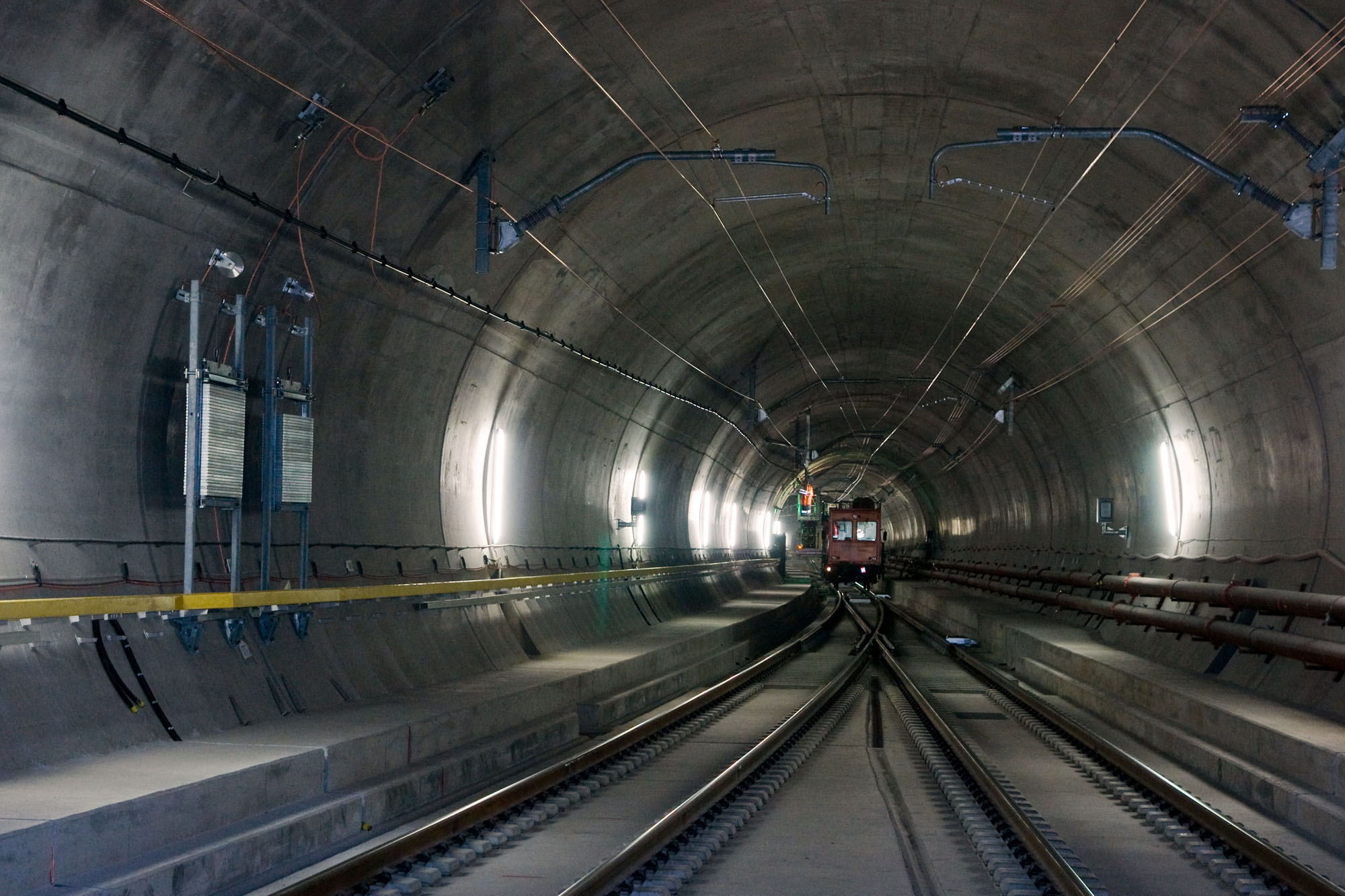
Multifunktionsstelle Faido mit abzweigender Weiche

Rund zehn Kilometer nach Einfahrt in den Tunnel – bei Streckenkilometer 47 und gegen 12:40 Uhr – brach bei einer Geschwindigkeit von etwa 100 km/h ein Fragment des rechts laufenden Rades der in Fahrtrichtung ersten Achse des elften Güterwagens ab. Es handelte sich um einen Laufradsatz des Typs BA 390 mit einem Bremsbelag aus einem Verbundstoff (Bremssohlen Typ LL). Kurz darauf lösten sich weitere Fragmente des Rades. Wie die Untersuchung der Bruchstücke nach dem Unfall zeigte, wiesen alle Bruchflächen auf Materialermüdung zurückzuführende Risse auf. Die Achse hing nun schräg unter dem Wagen, ohne auf den nächsten vier Kilometern der Fahrt grössere Spuren an der Infrastruktur zu hinterlassen. So blieb der Vorfall zunächst vom Lokführer unbemerkt.
Kurz vor der Multifunktionsstelle Faido, im Bereich von Streckenkilometer 40,4, brach ein weiteres Stück der Radscheibe heraus. Dadurch schlug die Achse auf die Betonschwellen der ersten Spurwechselweiche, die der Zug von der Wurzel her befuhr, wobei er Schwellen und Weichenantriebe zerstörte. Durch die Zerstörung der Weiche fiel deren Überwachung aus, was sofort eine Zwangsbremsung der ETCS-Sicherungsanlage für den Zug auslöste. Auch die nachfolgende Weiche, gegen die Spitze befahren, wurde zerstört. Die undefinierte Stellung dieser Weiche verursachte eine Zugtrennung zwischen dem 13. und 14. Wagen. Der vordere Zugteil – die beiden Lokomotiven, die ersten zehn nicht entgleisten und die dann folgenden drei entgleisten Wagen – fuhr weiter geradeaus, bevor er zum Stillstand kam. Der hintere Zugteil gelangte auf das abweichende Gleis, wobei der 14. Wagen, ein kurzgekuppelter Doppelwagen, in zwei Teile riss. Bevor dieser Zugteil zum Stillstand kam, rammte er das geschlossene Tor im Verbindungstunnel zwischen den beiden Hauptröhren, das durch die Wucht des Aufpralls zerstört wurde und seinerseits den Aufbau des vorderen (Teil-)Wagens des kollidierenden Zugteils komplett zerstörte, der mit seinem Rahmen im Tor steckenblieb.
Zum Zeitpunkt des Unfalls befanden sich keine Reisezüge zwischen dem Tunnelportal in Bodio und der Unfallstelle.

## Folgen
Es gab keine Verletzten, aber erheblichen Sachschaden, den die SBB inklusive Einnahmeausfällen auf insgesamt 150 Millionen Schweizer Franken und damit höher als die zunächst angenommenen 100 bis 130 Millionen Franken schätzten.  Teuer waren insbesondere die Reparaturarbeiten selbst.

### Verkehrseinschränkungen
Um 12:45 Uhr wurde der Zugverkehr im Gotthard-Basistunnel eingestellt. Alle Züge des Personenfernverkehrs wurden via Gotthard-Bergstrecke umgeleitet, was eine Reisezeitverlängerung von bis zu 60 Minuten bedeutet. In den ersten Tagen wurden zudem die meisten internationalen Personenzüge in Chiasso gebrochen, da für die verspäteten Züge aus dem Norden keine Trassen zur Verfügung standen, was der Verspätung für Reisende weitere 60 Minuten hinzufügte. Nur einzelne Direktverbindungen nach Bologna, Genua und Venedig verkehrten noch umsteigefrei. Die umsteigefreien Verbindungen wurden zum 24. August 2023 wiederhergestellt.
Aufgrund des eingeschränkten Lichtraumprofils auf der Bergstrecke können Doppelstockzüge und Güterwagen mit mehr als 3,40 m Eckhöhe dort nicht verkehren, was die Kapazität an einzelnen Tagen bis zu einem Drittel reduzierte. Die BLS Netz bot für den internationalen Transitverkehr via Lötschberg kurzfristig 24 Trassen pro Tag und Richtung an. So befuhren zwischen dem 10. und dem 13. August 2023 täglich 13 bis 17 umgeleitete Züge den Lötschberg-Basistunnel, danach waren es weniger als 10. Zwischen dem 10. und dem 12. August 2023 wurden sogar einzelne Güterzüge über die Lötschberg-Bergstrecke gefahren. Aber die Kapazität auch dieser Ausweichroute war durch baustellenbedingte Sperrung des Abschnittes Arona–Sesto Calende der Bahnstrecke Domodossola–Mailand ab dem 23. August stark reduziert. Bis zum 22. August war die Brennerbahn aufgrund von Bauarbeiten komplett gesperrt und konnte bis dahin nicht zur Entlastung genutzt werden. Eine Reihe von Güterzügen wurde zurückgehalten. Die entsprechenden Abstellkapazitäten in der Schweiz wurden komplett ausgeschöpft, so dass Züge schon in Italien und 13 in Deutschland zurückgehalten wurden.
Der Binnengüterverkehr ins Tessin wurde nach Möglichkeit über die Bergstrecke umgeleitet, in Ausnahmefällen auf die Strasse verlagert.

### Überbrückungsmassnahmen
Das zerstörte Spurwechseltor wurde bis zum 16. August 2023 durch ein mobiles Erhaltungstor (MET) ersetzt. Nachdem sich dieses bei Testfahrten bewährt hatte, wurde mit dem 23. August 2023 die Oströhre wieder für den Güterverkehr freigegeben. So konnten rund 100 Güterzüge pro Tag den Tunnel passieren. 30 weitere Züge wurden über die Bergstrecke umgeleitet. Weil das mobile Tor nicht druckdicht ist, bestand im Tunnel eine Geschwindigkeitsbegrenzung auf 80 km/h.
Die meisten Personenzüge wurden über die Bergstrecke umgeleitet, da das geltende Sicherheitskonzept im Basistunnel bei einem Halt ausserhalb einer Multifunktionsstelle eine Evakuierung via Querschläge in einen Evakuierungszug in der Gegenröhre vorsieht. Alternativen wurden ausgearbeitet und vom Bundesamt für Verkehr (BAV) geprüft, um eine Wiederaufnahme des Personenverkehrs im Basistunnel zu ermöglichen. Ab dem 29. September 2023 fuhren wieder einzelne Reisezüge durch den Tunnel. Personenzüge befuhren den Basistunnel zunächst nur am Wochenende, um genügend Kapazität für den Güterverkehr während der Woche freizuhalten. Das während der Reparaturarbeiten geltende Rettungskonzept sah unter anderem vor, dass sich maximal ein Reisezug im Tunnel befinden durfte. Im Ereignisfall mussten Personen binnen 90 Minuten aus dem Tunnel gebracht werden können.
Mit dem Fahrplanwechsel am 10. Dezember 2023 wurde ein neues Betriebskonzept (»Phase 3«) eingeführt, das am Wochenende zusätzliche Reisezüge und unter der Woche weiterhin nur Güterverkehr vorsah. Bei reinem Güterverkehr fuhren Güterzüge in Bündeln von bis zu sechs Zügen durch die Weströhre. Das Betriebskonzept für Mischbetrieb sah zwei Reisezüge im 30-Minuten-Abstand und bis zu zwei Güterzüge zwischen zwei Personenzügen gleicher Richtung vor, wobei der Güterverkehr im nördlichen Drittel die Weströhre nutzte, um in diesem Bereich vom Personenverkehr überholt zu werden. Zwischen Reisezügen, die direkt auf einen Güterzug folgten, war ein Mindestabstand von 22 Signalabschnitten eingerichtet. Ab Anfang März 2024 sollten am Wochenende sieben weitere Personenzüge fahren (insgesamt 38 je Wochenende). Ab 25. März 2024 war ferner unter der Woche je Richtung ein morgendlicher Pendlerzug vorgesehen.
Während im Südteil der Weströhre die Wiederinstandsetzung an allen Tagen lief, wurden im Nord- und Mittelteil montags bis freitags vorgezogene Erhaltungs- und Projektarbeiten durchgeführt.
Am 2. September 2024 wurde der vollständige Betrieb wieder aufgenommen.

### Bergung und Räumung
Anfang September 2023 waren 22 Wagen und die beiden Lokomotiven aus dem Tunnel geschafft. Ein Teil der übrigen Wagen wurde so schwer beschädigt, dass sie noch im Tunnel zerlegt wurden. Um die Bergung durch das Südportal möglich zu machen, wurde abschnittsweise ein provisorisches Gleis auf Schwellen verlegt. Am 24. September 2023 waren die Bergungs- und Räumungsarbeiten abgeschlossen.

### Haftung
SBB Cargo haftete als Transportführerin innerhalb der Schweiz gegenüber der Infrastrukturbetreiberin. Die SBB waren über den gesetzlich vorgeschriebenen Betrag von 100 Millionen Schweizer Franken hinaus versichert.

### Unfalluntersuchung
Die Schweizerische Sicherheitsuntersuchungsstelle (SUST) ist für die Ermittlung der Unfallursache zuständig. Am 15. August 2023 hatte sie über die Eröffnung einer Untersuchung mit einem Vorbericht informiert, am 28. September 2023 veröffentlichte sie einen auf den 22. September 2023 datierten Zwischenbericht zu dem Unfall. Die Tessiner Staatsanwaltschaft leitete ein Strafverfahren gegen die SBB ein.
Neben dem den Unfall auslösenden Rad wurden auch an Rädern der anderen drei Achsen des gleichen Fahrzeugs Haarrisse entdeckt.
2016 und 2017 waren Risse und Brüche an Rädern der Radsatz-Bauarten BA 314 und BA 004 in Belgien und Italien beobachtet worden, was 2019 zu einer Empfehlung der Eisenbahnagentur der Europäischen Union (ERA) führte, diese verstärkt zu überwachen. Der Laufradsatz des Typs BA 390 ist vergleichbar mit dem Typ BA 004. Das Verfahren der ERA, das 2019 zu deren Empfehlung führte und danach abgeschlossen wurde, sollte neu eröffnet werden.
Ende Februar 2025 gelangten Teile aus dem vertraulichen Entwurf des SUST-Abschlussberichts an die Öffentlichkeit. Demnach handle es sich um ein systematisches Problem: Die Räder von Güterzügen erhitzen sich beim Bremsen, was zu Ermüdungsrissen führt.
Am 2. Juni 2025 wurde der Abschlussbericht veröffentlicht.

## Reparatur
Rund sieben Kilometer Gleis, mit mehr als 20.000 Schwellenblöcken, auf denen die Schienen montiert waren, den zu Grunde liegenden Betonplatten und den Schienen selbst wurden ersetzt. Die feste Fahrbahn wurde auf dieser Länge ausgetauscht, ebenso die beiden betroffenen Schnellfahrweichen (einschliesslich Antrieben) und das Spurwechseltor. Für die Reparaturarbeiten waren gegen Ende 2023 bis zu 80 Personen im Dreischichtbetrieb im Einsatz. Die Erneuerung der Fahrbahn sollte Mitte Mai 2024 abgeschlossen werden. Um ein neues Zulassungsverfahren zu vermeiden, wurde wieder die gleiche Bauform verwendet, obwohl sie sich bei dem Unfall nicht bewährt hatte. Die Gleise sollten nach einer 28-tägigen Trocknungsfrist wieder belast- und befahrbar sein. Ende April 2024 wurde das neue Tor in Einzelteilen via Erstfeld in den Tunnel gebracht. Für den Aufbau im Tunnel, einschliesslich Antrieb und Tests, wurden sechs Wochen veranschlagt. Zukünftig soll im Übrigen Ersatzmaterial für die am schwersten wiederzubeschaffenden Teile der Tore, die eine Spezialanfertigung sind, vorgehalten werden. Ende Mai 2024 stand unter anderem die Wiederherstellung der bahntechnischen Ausrüstung und weiterer Technik (wie Beleuchtung und Brandsensoren) noch aus. Anschliessend wurde der komplette Tunnel (einschliesslich der Querschläge) gereinigt, woran sich einwöchiger Testbetrieb, der Mitte August 2024 abgeschlossen war, und ein zweiwöchiger Probebetrieb ab dem 19. August (auch mit einzelnen kommerziellen Reisezügen) anschlossen.
Der Vollbetrieb in beiden Tunnelröhren konnte erst am 2. September 2024, mehr als ein Jahr nach dem Unfall, wieder aufgenommen werden. Die Arbeiter mussten immer wieder Pausen einlegen, da im Tunnel Temperaturen von über 40 °C herrschen.